# Zawilgocenie (budynek)
Zawilgocenie budynku − wilgoć występująca w budynkach tworząca się przez kondensację lub dostawanie się wilgoci z zewnętrza budynku.
Duża część problemów związanych z zawilgoceniem budynków jest związanych z trzema przyczynami: kondensacją, deszczem i podciąganiem kapilarnym wody gruntowej i wilgoci.

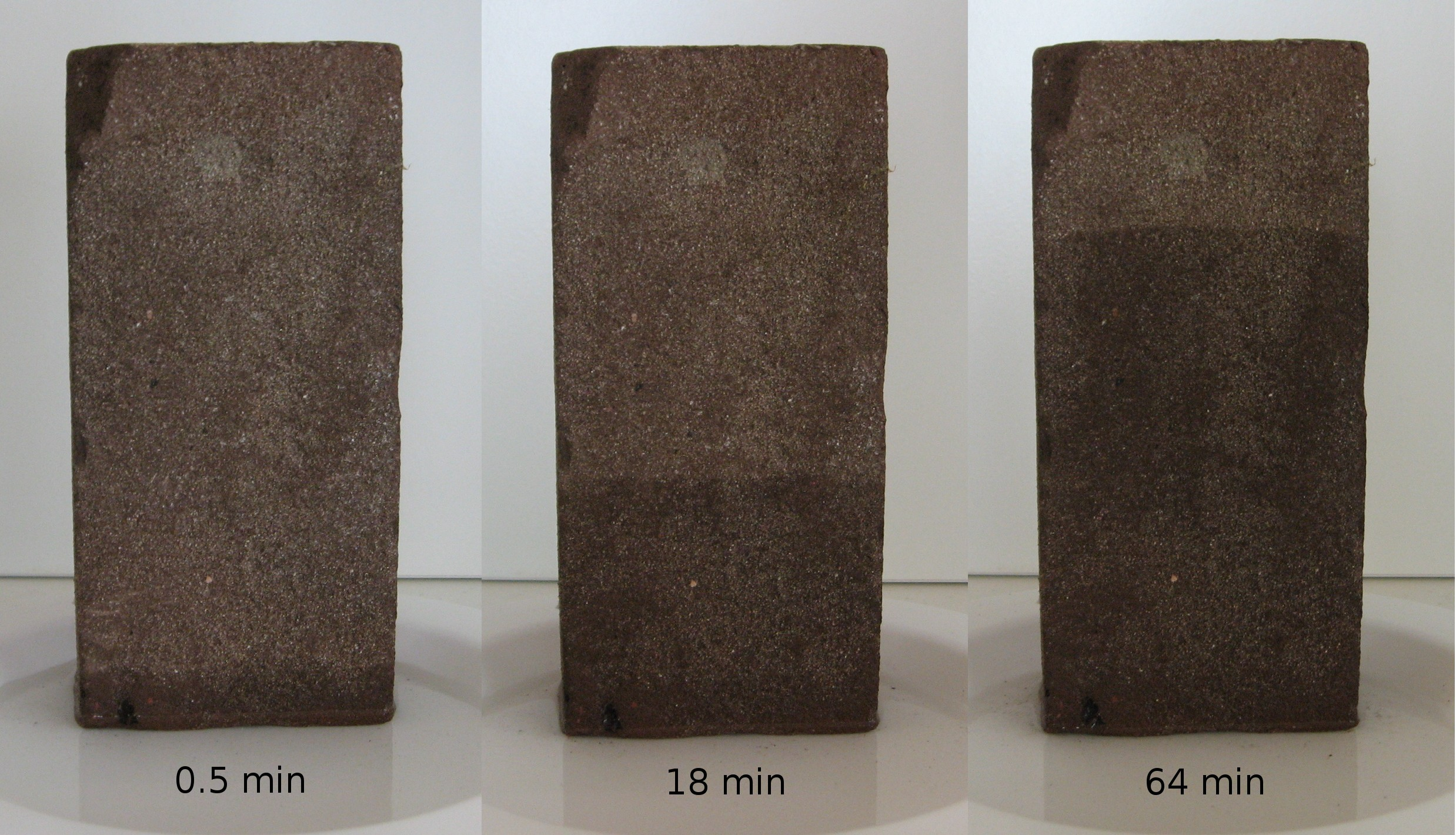
Efekt umieszczenia porowatej cegły w wodzie

## Wilgoć kapilarna
Zawilgocenie kapilarne jest używane do określenia ruchu  wody od dolnych sekcji ścian przez efekt kapilarny. Obserwowano przypadki dochodzenia  zawilgocenia kapilarnego do 5 metrów, ale 
typowo zawilgocenie to nie przekracza 1.5m.  Często ślady na murach są nieprawidłowo interpretowane jako wilgoć kapilarna. Istnieją poglądy, że wilgoć kapilarna jest w istocie rzadko obserwowana i że efekt ten jest propagowany przez firmy 
oferujące injekcyjną (wstrzeliwaną) metodę chemicznego zapobiegania wilgoci kapilarnej. Istotnie, efekt wilgoci kapilarnej nie jest obserwowany we wszystkich materiałach i zależy m.in. od porowatości materiału i różnicy temperatury pomiędzy gruntem a murami. Efekt wilgoci kapilarnej można zaobserwować kładąc porowatą cegłę lub kamień  do wody i obserwując do jakiej wysokości woda jest absorbowana przez porowaty materiał. Zawilgocenie kapilarne jest identyfikowane przez "linię przypływu" na niskiej części muru. Linie te są powodowane przez rozpuszczalne sole zawarte w ziemi. W czasie parowania wody te "linie przypływu" można łatwo zidentyfikować.  Efekt kapilarny jest opisywany przez Prawo Jurina, które określa że maksymalna wysokość zawilgocenia kapilarnego jest odwrotnie proporcjonalna do promienia kapilary. Istnieją fizyczne modele zawilgocenia kapilarnego oraz pomiary eksperymentalne.   
Wyniki pokazują, że wilgoć kapilarna zależy od szerokości murów, sorpcji materiału, własności zaprawy murarskiej, i warunków zewnętrznych takich jak gradient temperatury. Diagnostyka zawilgocenia dokonywana jest na podstawie pomiarów i obserwacji. Obserwacje polegają na ocenie linii przypływu na murze (obecności soli). Jedną z najbardziej wiarygodnych metod jest pobranie próbek z mury i ocena wilgotności oraz ilości soli w materiale. Często ta metoda jest inwazyjna i niedogodna dla właścicieli budynku. Inna technika polega na pomiarze przewodności elektrycznej. Istnieje szereg metod zapobiegania efektowi kapilarnemu
- Wymiana lub poprawienie fizycznej blokady przeciwwilgociowej w budynku
- Utworzenie chemicznej blokady przeciwwilgociowej poprzez  wykonanie odwierceń i wstrzeliwanie cieczy lub masy tworzącej barierę wilgotności (ang. DPC injection)
- Metody oparte na elektroosmozie
- Osuszenie gruntu

### Techniki oparte na wstrzykiwaniu środków chemicznych
Utworzenie chemicznej blokady przeciwwilgociowej poprzez  wykonanie odwierceń i wstrzeliwanie cieczy lub masy tworzącej barierę wilgotności (ang. DPC injection) jest jedną z technik stosowanych do utworzenia bariery zapobiegającej transportowi kapilarnemu wilgoci. Eksperymenty przeprowadzane są na testowych murach a do oceny skuteczności techniki stosuje się techniki inwazyjne - np. odwierty i analizę wilgotności, techniki teledetekcyjne polegające na pomiarach temperatury w podczerwieni, lub bezpośrednie pomiary przewodności elektrycznej (która zależy od wilgotności i stężenia soli) i temperatury   Jest stosunkowo niewiele prac pokazujących skuteczność różnych metod w tych samych warunkach zewnętrznych.